# Lucas Fasson
Lucas Fasson dos Santos, mais conhecido como Lucas Fasson (Santo André, 30 de maio de 2001), é um futebolista brasileiro que atua como zagueiro. Atualmente, joga pelo Clube de Regatas do Flamengo.

## Carreira

### São Paulo
Nascido em Santo André, São Paulo, Lucas Fasson foi formado nas categorias de base do Diadema e do São Paulo. Conhecido pela qualidade técnica e a facilidade na saída de bola, foi destaque nas categorias de base e foi relacionado na equipe principal, principalmente depois da sua participação na Copa São Paulo de Futebol Júnior de 2020.
Sua estreia profissional e única partida pelo clube aconteceu em 8 de março de 2020, entrando como substituto em uma derrota fora de casa por 1 a 0 com o Botafogo-SP, pelo Campeonato Paulista de 2020.
O clube espanhol Barcelona, chegou a se oferecer para contratar Lucas Fasson, mas a transferência nunca aconteceu porque o Barcelona optou por não pagar sua cláusula de rescisão de 40 milhões de euros.
Em 1 de julho de 2020, Lucas Fasson pediu a recisão do seu vínculo com o São Paulo de três anos após assinar o primeiro contrato profissional por quatro temporadas, aos 16 anos. O jogador alegou que o acordo era ilegal. A CLT e a Lei Pelé permitem que clubes brasileiros façam contrato de trabalho por cinco anos com atletas menores de 18 anos. O regulamento da CBF diz isso, mas também afirma que em casos de litígio submetidos à FIFA serão considerados os três primeiros anos de vínculo.

### La Serena
No dia 11 de setembro de 2020, foi oficializada a contratação de Lucas Fasson pelo La Serena, e o São Paulo fez uma notificação de que cobrou do clube e do próprio atleta a multa rescisória do atual contrato, de 40 milhões de euros (R$ 244 milhões). Em 23 de setembro, a FIFA concedeu um registro provisório ao zagueiro Lucas Fasson no clube chileno.

### Athletico Paranaense
Em 16 de agosto de 2021, o Athletico Paranaense anunciou a contratação de Lucas Fasson, assinando um contrato válido até o ano de 2026. Sua estreia pelo clube aconteceu em 14 de setembro, entrando como substituto em uma vitória fora de casa por 1 a 0 sobre o Santos, pela Copa do Brasil de 2021.

### Lokomotiv Moscou
Em junho de 2022, foi anunciado como novo reforço do Lokomotiv Moscou, da Rússia. O clube russo pagou cerca de 3 milhões de euros (R$ 15,4 milhões, na cotação atual) para contar com o jogador, que assinou um contrato válido por quatro anos.

## Seleção Brasileira
Lucas Fasson chegou a ser convocado para a Seleção Brasileira Sub-20 na disputa do Torneio Internacional, disputado na Granja Comary, em Teresópolis, pelo técnico André Jardine.

## Estatísticas
Atualizado até 4 de janeiro de 2022.

### Clubes
| Equipe               | Temporada         | Campeonato nacional | Campeonato nacional | Campeonato nacional | Copa nacional[a] | Copa nacional[a] | Copa nacional[a] | Competições continentais[b] | Competições continentais[b] | Competições continentais[b] | Outros torneios[c] | Outros torneios[c] | Outros torneios[c] | Total | Total | Total   |
| Equipe               | Temporada         | Jogos               | Gols                | Assist.             | Jogos            | Gols             | Assist.          | Jogos                       | Gols                        | Assist.                     | Jogos              | Gols               | Assist.            | Jogos | Gols  | Assist. |
| -------------------- | ----------------- | ------------------- | ------------------- | ------------------- | ---------------- | ---------------- | ---------------- | --------------------------- | --------------------------- | --------------------------- | ------------------ | ------------------ | ------------------ | ----- | ----- | ------- |
| São Paulo            | 2019              | 0                   | 0                   | 0                   | —                | —                | —                | —                           | —                           | —                           | —                  | —                  | —                  | 0     | 0     | 0       |
| São Paulo            | 2020              | —                   | —                   | —                   | —                | —                | —                | —                           | —                           | —                           | 1                  | 0                  | 0                  | 1     | 0     | 0       |
| São Paulo            | Total             | 0                   | 0                   | 0                   | 0                | 0                | 0                | 0                           | 0                           | 0                           | 1                  | 0                  | 0                  | 1     | 0     | 0       |
| La Serena            | 2020              | 20                  | 0                   | 0                   | —                | —                | —                | —                           | —                           | —                           | —                  | —                  | —                  | 20    | 0     | 0       |
| La Serena            | 2021              | 11                  | 0                   | 1                   | 4                | 0                | 0                | —                           | —                           | —                           | —                  | —                  | —                  | 15    | 0     | 1       |
| La Serena            | Total             | 31                  | 0                   | 1                   | 4                | 0                | 0                | 0                           | 0                           | 0                           | 0                  | 0                  | 0                  | 35    | 0     | 1       |
| Athletico Paranaense | 2021              | 8                   | 0                   | 0                   | 2                | 0                | 0                | 1                           | 0                           | 0                           | —                  | —                  | —                  | 11    | 0     | 0       |
| Athletico Paranaense | 2022              | 0                   | 0                   | 0                   | 0                | 0                | 0                | 0                           | 0                           | 0                           | 0                  | 0                  | 0                  | 0     | 0     | 0       |
| Athletico Paranaense | Total             | 8                   | 0                   | 0                   | 2                | 0                | 0                | 1                           | 0                           | 0                           | 0                  | 0                  | 0                  | 11    | 0     | 0       |
| Total na carreira    | Total na carreira | 39                  | 0                   | 1                   | 6                | 0                | 0                | 1                           | 0                           | 0                           | 1                  | 0                  | 0                  | 47    | 0     | 1       |

- a. ^ Jogos da Copa Chile e da Copa do Brasil
- b. ^ Jogos da Copa Libertadores da América e Copa Sul-Americana
- c. ^ Jogos do Campeonato Paulista e Campeonato Paranaense

## Títulos
Athletico Paranaense
- Copa Sul-Americana: 2021[26]